# 龚堂华
龚堂华（1965年4月—），男，汉族，福建上杭人，中华人民共和国政治人物，现任中央纪委国家监委驻国务院国资委纪检监察组组长、国务院国资委党委委员。中共十九大代表，第十九届、二十届中央纪委委员。

## 从政经历
1999年4月，在福建省龙岩市纪委工作，历任办公室主任，市纪委秘书长，市纪委副书记、市监察局局长。2006年6月，到中共福建省纪委、福建省监察厅工作，历任综合室主任，第二纪检监察室主任，省纪委常委、省监察厅副厅长。
2010年7月，进京到中共中央纪委工作，历任第八纪检监察室副主任、第三纪检监察室主任。
2017年4月，外派任中央纪委驻民政部纪检组组长、民政部党组成员。2020年3月，转任中央纪委国家监委驻科学技术部纪检监察组组长、科学技术部党组成员。2022年9月，改任中央纪委国家监委驻国务院国资委纪检监察组组长、国务院国资委党委委员。